# Talisman (banda)
Talisman fue una banda sueca de hard rock. Fue formada por el bajista Marcel Jacob, quien previamente había trabajado con Europe, Yngwie Malmsteen y John Norum. Mientras Jacob estaba tocando con Norum, empezó a trabajar en unos demos donde el vocalista era Göran Edman, quien ingresó a la banda de Malmsteen al poco tiempo. Marcel contactó entonces a Jeff Scott Soto y ambos formaron Talisman, junto a los músicos Christopher Ståhl, Mats Lindfors, Peter Hermansson y Mats Olausson. Hasta el 2014 lanzaron nueve discos de estudio, con notables cambios en la alineación. Marcel Jacob falleció el 21 de julio de 2009.

## Discografía

### Estudio
- 1990: Talisman
- 1993: Genesis
- 1994: Humanimal
- 1995: Life
- 1998: Truth
- 2003: Cats and Dogs
- 2006: 7
- 2012:  Talisman (Deluxe Edition)
- 2012:  Genesis (Deluxe Edition)[2]

### En Directo
- 1994: Five out of Five (Live in Japan)
- 2001: Live at Sweden Rock Festival
- 2005: Five Men Live

### Compilados
- 1996: Best Of...
- 1996: BESTerious

## Músicos

### Alineación final
- Jeff Scott Soto - voz (1989-2007, 2014)
- Jamie Borger - batería (1993-2007, 2014)
- Pontus Norgren - guitarra (1995-2002, 2014)
- Johan Niemann - bajo (2014)
- Thomas Ahlstrand - teclados (1994-2007, 2014)